# VB-Jolle
VB-Jolle ist der Name eines populären Jollentyps, der vor allem in den 1970er und 80er Jahren mehrere tausend Mal gebaut wurde. Sie ist ein in den Niederlanden entworfenes Boot. Das Kürzel VB steht für „Volksboot“.
Es handelt sich bei der VB-Jolle um einen Knickspant-Rumpf mit relativ großer Plicht. Vorne und Achtern sind Fächer die – je nach Modell – mit einer Klappe versehen sind und für eine Jolle relativ viel Stauraum bieten. Dieser Umstand sowie die Segeleigenschaften des Bootes sind eine gute Voraussetzung zur Nutzung als Wanderjolle. Die VB-Jolle ist üblicherweise slupgetakelt.
VB-Jollen sind aus GFK und haben einen doppelten Boden, der als Auftriebskörper fungiert.
Charakteristisch für die VB-Jolle ist, dass man sie in vielerlei verschiedenen Rumpffarben vorfindet.
Die VB-Jolle gibt es in zwei Varianten, als VB480 mit 4,80 m Länge und als VB600 mit 6,00 m Länge.
Beide Boote sind gutmütige Jollen, die auch gerne als Ausbildungsboot gesegelt werden. Die größere Variante ist mit dem Schwertzugvogel vergleichbar. VB-Jollen sind recht stabil im Wasser und sind dafür vergleichbar langsame Boote.